# Diuris setacea
Diuris setacea är en orkidéart som beskrevs av Robert Brown. Diuris setacea ingår i släktet Diuris och familjen orkidéer. Inga underarter finns listade i Catalogue of Life.